# 3005 Pervictoralex
3005 Pervictoralex је астероид главног астероидног појаса са средњом удаљеношћу од Сунца која износи 2,367 астрономских јединица (АЈ).
Апсолутна магнитуда астероида је 13,7.